# Almira Skripczenko
Almira Skripczenko (ur. 17 lutego 1976 w Kiszyniowie) – francuska szachistka i pokerzystka pochodzenia mołdawskiego, arcymistrzyni od 1995, posiadaczka męskiego tytułu mistrza międzynarodowego od 1998 roku. W czasie swojej kariery występowała również pod nazwiskiem Skripczenko-Lautier, będąc wówczas żoną francuskiego arcymistrza Joëla Lautiera. Obecnie jest żoną Laurenta Fressineta.

## Kariera szachowa
W 1992 r. zdobyła tytuł mistrzyni świata juniorek do 16 lat. W tym samym roku zadebiutowała w narodowej drużynie na szachowej olimpiadzie w Manili. W 1993 r. zdobyła brązowy medal mistrzostw świata juniorek do lat 18. Dwukrotnie (2000 w New Delhi i 2001 w Moskwie) awansowała do ćwierćfinałów. W 2001 r., w którym zaczęła reprezentować na arenie międzynarodowej barwy Francji, zdobyła w Warszawie tytuł mistrzyni Europy oraz zwyciężyła w turnieju w Kiszyniowie. W latach 2002 i 2003 jako pierwsza kobieta w historii wystąpiła w finałach indywidualnych mistrzostw Francji mężczyzn. Pięciokrotnie (2004, 2005, 2006, 2010, 2012) triumfowała w indywidualnych mistrzostwach kraju kobiet. W 2004 r. zwyciężyła również w silnie obsadzonym turnieju North Urals Cup w Krasnoturińsku (przed m.in. Mają Cziburdanidze, Antoanetą Stefanową i Alisą Galliamową). W 2005 r. podzieliła I miejsce w Biel.
W latach 1992–2012 dziesięciokrotnie wystąpiła w szachowych olimpiadach. W latach 2000–2006 czterokrotnie uczestniczyła w mistrzostwach świata rozgrywanych systemem pucharowym. Oprócz tego, pomiędzy 1992 a 2007 r. pięciokrotnie uczestniczyła w drużynowych mistrzostwach Europy, w 2001 r. zdobywając (jeszcze w barwach Mołdawii) dwa srebrne medale – wspólnie z drużyną oraz za indywidualny wynik na I szachownicy.
W latach 2006–2008 pełniła funkcję skarbnika Stowarzyszenia Szachowych Zawodowców (ACP). 
Najwyższy ranking w dotychczasowej karierze osiągnęła 1 stycznia 2003 r., z wynikiem 2501 punktów zajmowała wówczas trzecie miejsce na światowej liście FIDE (za Judit Polgar i Antoanetą Stefanową).

## Poker
Odnosi również sukcesy w grze w pokera. W 2009 r. zajęła VII m. w jednym z turniejów serii World Series of Poker No-Limit Hold’em.